# Grand Prix Júnior de Patinação Artística no Gelo de 2005–06
O Grand Prix Júnior de Patinação Artística no Gelo de 2005–06 foi a nona temporada do Grand Prix ISU Júnior, uma série de competições de nível júnior de patinação artística no gelo disputada na temporada 2005–06. São distribuídas medalhas em quatro disciplinas, individual masculino e individual feminino, duplas e dança no gelo. Os patinadores ganham pontos com base na sua posição em cada evento e os oito primeiros de cada disciplina são qualificados para competir na final do Grand Prix Júnior, realizada em Ostrava, República Tcheca.
A competição é organizada pela União Internacional de Patinação (em inglês:  International Skating Union), a série Grand Prix começou em 1 de setembro e continuaram até 27 de novembro de 2005.

## Calendário
| #     | Evento                                | Localização               | Data                 | Ref         |
| ----- | ------------------------------------- | ------------------------- | -------------------- | ----------- |
| 1     | Skate Slovakia de 2005                | Bratislava, Eslováquia    | 1–4 de setembro      | [ 1 ] [ 2 ] |
| 2     | Andorra Cup de 2005                   | Canillo, Andorra          | 7–11 de setembro     | [ 3 ]       |
| 3     | Tallinn Cup de 2005                   | Tallinn, Estônia          | 14–17 de setembro    | [ 4 ]       |
| 4     | Grand Prix Júnior de Montreal de 2005 | Montreal, Canadá          | 22–25 de setembro    | [ 5 ]       |
| 5     | Sofia Cup de 2005                     | Sófia, Bulgária           | 29 de set.–2 de out. | [ 6 ]       |
| 6     | Croatia Cup de 2005                   | Zagreb, Croácia           | 6–9 de outubro       | [ 7 ]       |
| 7     | Gdańsk Cup de 2005                    | Gdańsk, Polônia           | 12–15 de outubro     | [ 8 ]       |
| 8     | SBC Cup de 2005                       | Okaya, Japão              | 20–23 de outubro     | [ 9 ]       |
| Final | Final do Grand Prix Júnior de 2005–06 | Ostrava, República Tcheca | 24–27 de novembro    | [ 10 ]      |

## Medalhistas

### Skate Slovakia
| Evento                        | Ouro                                             | Prata                                     | Bronze                                      |
| Individual masculino detalhes | Alexander Uspenski · Rússia                      | Stephen Carriere · Estados Unidos         | Philipp Tischendorf · Alemanha              |
| Individual feminino detalhes  | Kim Yuna · Coreia do Sul                         | Aki Sawada · Japão                        | Elene Gedevanishvili · Geórgia              |
| Duplas detalhes               | Mariel Miller · Rockne Brubaker · Estados Unidos | Valeria Simakova · Anton Tokarev · Rússia | Theresa Mailling · Dominique Welsh · Canadá |
| Dança no gelo detalhes        | Natalia Mikhailova · Arkadi Sergeev · Rússia     | Anna Cappellini · Luca Lanotte · Itália   | Trina Pratt · Todd Gilles · Estados Unidos  |

### Andorra Cup
| Evento                        | Ouro                                             | Prata                                         | Bronze                                          |
| Individual masculino detalhes | Ryo Shibata · Japão                              | Adrian Schultheiss · Suécia                   | Geoffry Varner · Estados Unidos                 |
| Individual feminino detalhes  | Mai Asada · Japão                                | Christine Zukowski · Estados Unidos           | Laura Lepistö · Finlândia                       |
| Duplas detalhes               | Bianca Butler · Joseph Jacobsen · Estados Unidos | Julia Vlassov · Drew Meekins · Estados Unidos | Ekaterina Ragozina · Pavel Sliusarenko · Rússia |
| Dança no gelo detalhes        | Tessa Virtue · Scott Moir · Canadá               | Meryl Davis · Charlie White · Estados Unidos  | Ksenia Antonova · Roman Mylnikov · Rússia       |

### Tallinn Cup
| Evento                        | Ouro                                          | Prata                                           | Bronze                                      |
| Individual masculino detalhes | Tommy Steenberg · Estados Unidos              | Kosuke Morinaga · Japão                         | Ivan Tretiakov · Rússia                     |
| Individual feminino detalhes  | Elene Gedevanishvili · Geórgia                | Veronika Kropotina · Rússia                     | Kiira Korpi · Finlândia                     |
| Duplas detalhes               | Aaryn Smith · Will Chitwood · Estados Unidos  | Elizaveta Levshina · Konstantin Gavrin · Rússia | Lilly Pixley · John Salway · Estados Unidos |
| Dança no gelo detalhes        | Anastasia Gorshkova · Ilia Tkachenko · Rússia | Allie Hann-McCurdy · Michael Coreno · Canadá    | Grethe Grünberg · Kristian Rand · Estônia   |

### Grand Prix Júnior de Montreal
| Evento                        | Ouro                                      | Prata                                               | Bronze                                  |
| Individual masculino detalhes | Patrick Chan · Canadá                     | Takahiko Kozuka · Japão                             | Craig Ratterree · Estados Unidos        |
| Individual feminino detalhes  | Akiko Kitamura · Japão                    | Megan Oster · Estados Unidos                        | Laura Dutertre · França                 |
| Duplas detalhes               | Valeria Simakova · Anton Tokarev · Rússia | Ekaterina Sheremetieva · Mikhail Kuznetsov · Rússia | Michelle Cronin · Brian Shales · Canadá |
| Dança no gelo detalhes        | Tessa Virtue · Scott Moir · Canadá        | Ekaterina Bobrova · Dmitri Soloviev · Rússia        | Mylène Lamoureux · Michael Mee · Canadá |

### Sofia Cup
| Evento                        | Ouro                                             | Prata                                      | Bronze                                           |
| Individual masculino detalhes | Stephen Carriere · Estados Unidos                | Traighe Rouse · Estados Unidos             | Sergei Voronov · Rússia                          |
| Individual feminino detalhes  | Kim Yuna · Coreia do Sul                         | Katy Taylor · Estados Unidos               | Juliana Cannarozzo · Estados Unidos              |
| Duplas detalhes               | Mariel Miller · Rockne Brubaker · Estados Unidos | Kendra Moyle · Andy Seitz · Estados Unidos | Elizaveta Levshina · Konstantin Gavrin · Rússia  |
| Dança no gelo detalhes        | Meryl Davis · Charlie White · Estados Unidos     | Anna Cappellini · Luca Lanotte · Itália    | Anastasia Platonova · Andrei Maximishin · Rússia |

### Croatia Cup
| Evento                        | Ouro                                              | Prata                                                  | Bronze                                        |
| Individual masculino detalhes | Adrian Schultheiss · Suécia                       | Geoffry Varner · Estados Unidos                        | Ryo Shibata · Japão                           |
| Individual feminino detalhes  | Veronika Kropotina · Rússia                       | Nana Takeda · Japão                                    | Christine Zukowski · Estados Unidos           |
| Duplas detalhes               | Bridget Namiotka · John Coughlin · Estados Unidos | Ksenia Krasilnikova · Konstantin Bezmaternikh · Rússia | Julia Vlassov · Drew Meekins · Estados Unidos |
| Dança no gelo detalhes        | Natalia Mikhailova · Arkadi Sergeev · Rússia      | Trina Pratt · Todd Gilles · Estados Unidos             | Kristina Gorshkova · Vitali Butikov · Rússia  |

### Gdańsk Cup
| Evento                        | Ouro                                          | Prata                                            | Bronze                                                |
| Individual masculino detalhes | Alexander Uspenski · Rússia                   | Austin Kanallakan · Estados Unidos               | Yang Chao · China                                     |
| Individual feminino detalhes  | Haruka Inoue · Japão                          | Akiko Kitamura · Japão                           | Xu Binshu · China                                     |
| Duplas detalhes               | Aaryn Smith · Will Chitwood · Estados Unidos  | Ekaterina Vasilieva · Alexander Smirnov · Rússia | Angelika Pylkina · Niklas Hogner · Suécia             |
| Dança no gelo detalhes        | Anastasia Gorshkova · Ilia Tkachenko · Rússia | Ekaterina Bobrova · Dmitri Soloviev · Rússia     | Jane Summersett · Elliott Pennington · Estados Unidos |

### SBC Cup
| Evento                        | Ouro                                             | Prata                                                  | Bronze                                           |
| Individual masculino detalhes | Takahiko Kozuka · Japão                          | Guan Jinlin · China                                    | Sergei Voronov · Rússia                          |
| Individual feminino detalhes  | Aki Sawada · Japão                               | Xu Binshu · China                                      | Juliana Cannarozzo · Estados Unidos              |
| Duplas detalhes               | Kendra Moyle · Andy Seitz · Estados Unidos       | Ksenia Krasilnikova · Konstantin Bezmaternikh · Rússia | Bianca Butler · Joseph Jacobsen · Estados Unidos |
| Dança no gelo detalhes        | Anastasia Platonova · Andrei Maximishin · Rússia | Rina Thieleke · Sascha Rabe · Alemanha                 | Polina Jakobs · Alexander Baidukov · Rússia      |

### Final do Grand Prix Júnior
| Evento                        | Ouro                                      | Prata                                         | Bronze                                           |
| Individual masculino detalhes | Takahiko Kozuka · Japão                   | Austin Kanallakan · Estados Unidos            | Geoffry Varner · Estados Unidos                  |
| Individual feminino detalhes  | Kim Yuna · Coreia do Sul                  | Aki Sawada · Japão                            | Xu Binshu · China                                |
| Duplas detalhes               | Valeria Simakova · Anton Tokarev · Rússia | Julia Vlassov · Drew Meekins · Estados Unidos | Mariel Miller · Rockne Brubaker · Estados Unidos |
| Dança no gelo detalhes        | Tessa Virtue · Scott Moir · Canadá        | Meryl Davis · Charlie White · Estados Unidos  | Anna Cappellini · Luca Lanotte · Itália          |

## Classificação para a Final do Grand Prix Júnior
Cada patinador pontua dependendo da posição obtida, somando as duas melhores pontuações. Os oito melhores se classificam para disputa da final. A pontuação por eventos é a seguinte:
| Pos. | Pontos (Individuais/Dança) | Pontos (Duplas) |
| ---- | -------------------------- | --------------- |
| 1º   | 15                         | 15              |
| 2º   | 13                         | 13              |
| 3º   | 11                         | 11              |
| 4º   | 9                          | 9               |
| 5º   | 7                          | 7               |
| 6º   | 5                          | 5               |
| 7º   | 4                          | 4               |
| 8º   | 3                          | 3               |
| 9º   | 2                          | –               |
| 10º  | 1                          | –               |

### Classificados
|             | Masculino              | Feminino                 | Duplas                                            | Dança no gelo                               |
| ----------- | ---------------------- | ------------------------ | ------------------------------------------------- | ------------------------------------------- |
| 1           | RUS Alexander Uspenski | KOR Kim Yuna             | USA Mariel Miller / Rockne Brubaker               | CAN Tessa Virtue / Scott Moir               |
| 2           | SWE Adrian Schultheiss | JPN Aki Sawada           | USA Aaryn Smith / Will Chitwood                   | RUS Natalia Mikhailova / Arkadi Sergeev     |
| 3           | JPN Takahiko Kozuka    | RUS Veronika Kropotina   | USA Kendra Moyle / Andy Seitz                     | RUS Anastasia Gorshkova / Ilia Tkachenko    |
| 4           | USA Stephen Carriere   | JPN Akiko Kitamura       | RUS Valeria Simakova / Anton Tokarev              | USA Meryl Davis / Charlie White             |
| 5           | JPN Ryo Shibata        | GEO Elene Gedevanishvili | USA Bianca Butler / Joseph Jacobsen               | RUS Anastasia Platonova / Andrei Maximishin |
| 6           | CAN Patrick Chan       | JPN Mai Asada            | RUS Ksenia Krasilnikova / Konstantin Bezmaternikh | ITA Anna Cappellini / Luca Lanotte          |
| 7           | USA Geoffrey Varner    | USA Christine Zukowski   | USA Bridget Namiotka / John Coughlin              | RUS Ekaterina Bobrova / Dmitri Soloviev     |
| 8           | USA Austin Kanallakan  | CHN Xu Binshu            | USA Julia Vlassov / Drew Meekins                  | USA Trina Pratt / Todd Gilles               |
| Substitutos |                        |                          |                                                   |                                             |
| 1º          | CHN Guan Jinlin        | USA Katy Taylor          | RUS Elizaveta Levshina / Konstantin Gavrin        | CAN Allie Hann-McCurdy / Michael Coreno     |
| 2º          | RUS Sergei Voronov     | JPN Nana Takeda          | RUS Ekaterina Sheremetieva / Mikhail Kuznetsov    | EST Grethe Grünberg / Kristian Rand         |
| 3º          | JPN Kosuke Morinaga    | USA Juliana Cannarozzo   | SWE Angelika Pylkina / Niklas Hogner              | RUS Polina Jakobs / Alexander Baidukov      |